# Laure-Minervois
Laure-Minervois is een gemeente in het Franse departement Aude (regio Occitanie). De plaats maakt deel uit van het arrondissement Carcassonne. Laure-Minervois telde op 1 januari 2022 1.030 inwoners.

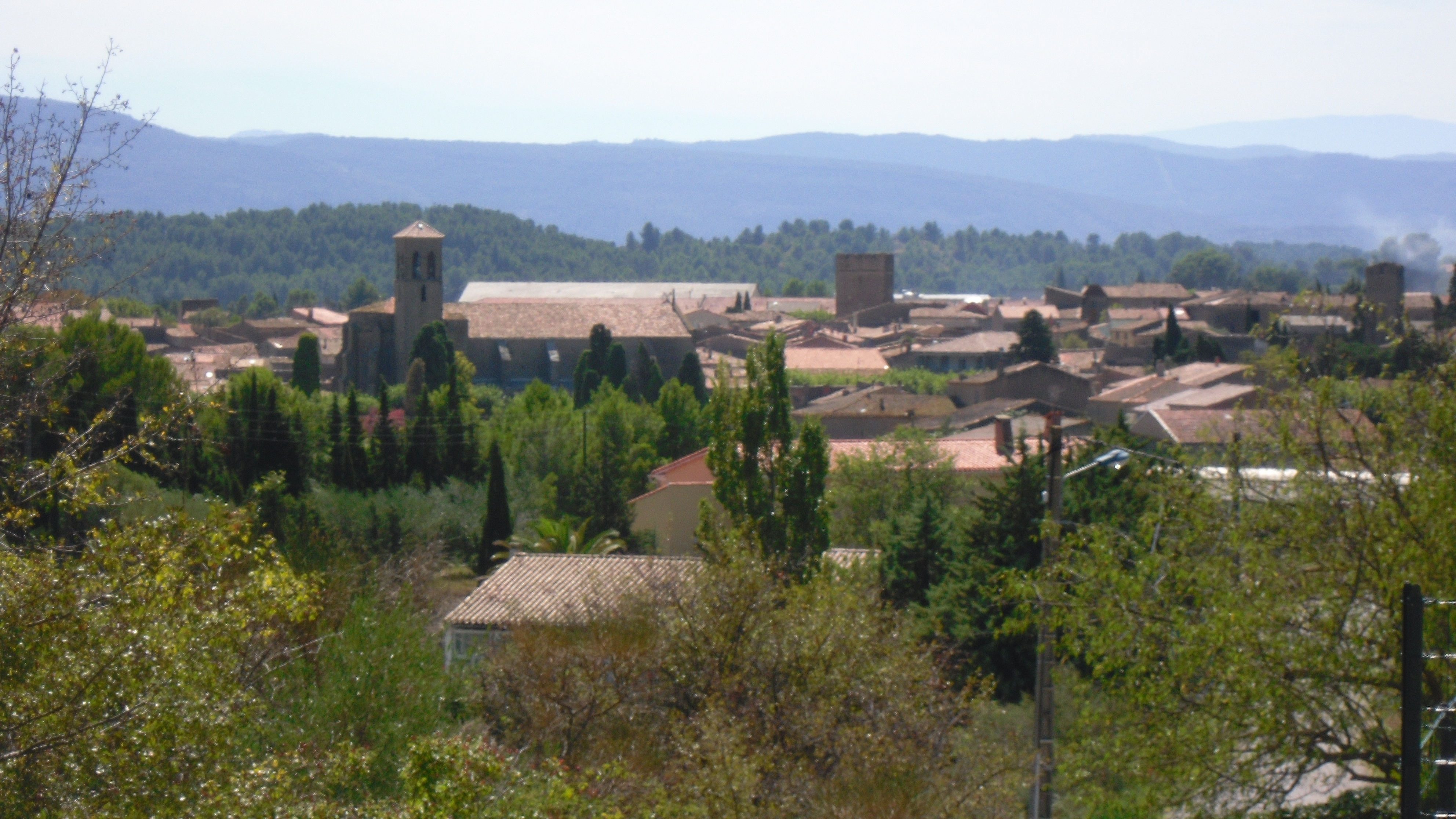
Laure-Minervois
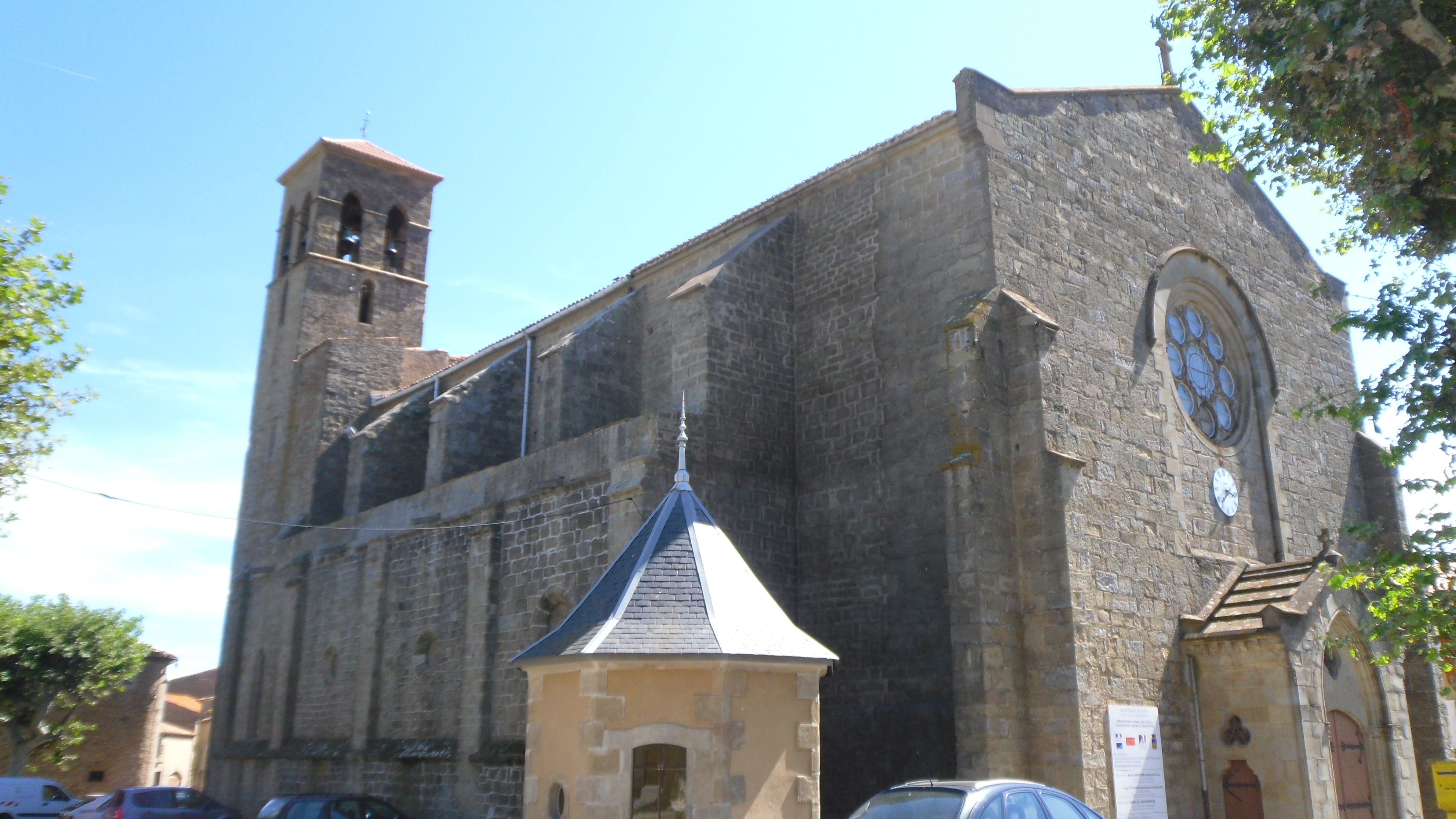
Kerk van St. Johannes de Doper in Laure-Minervois
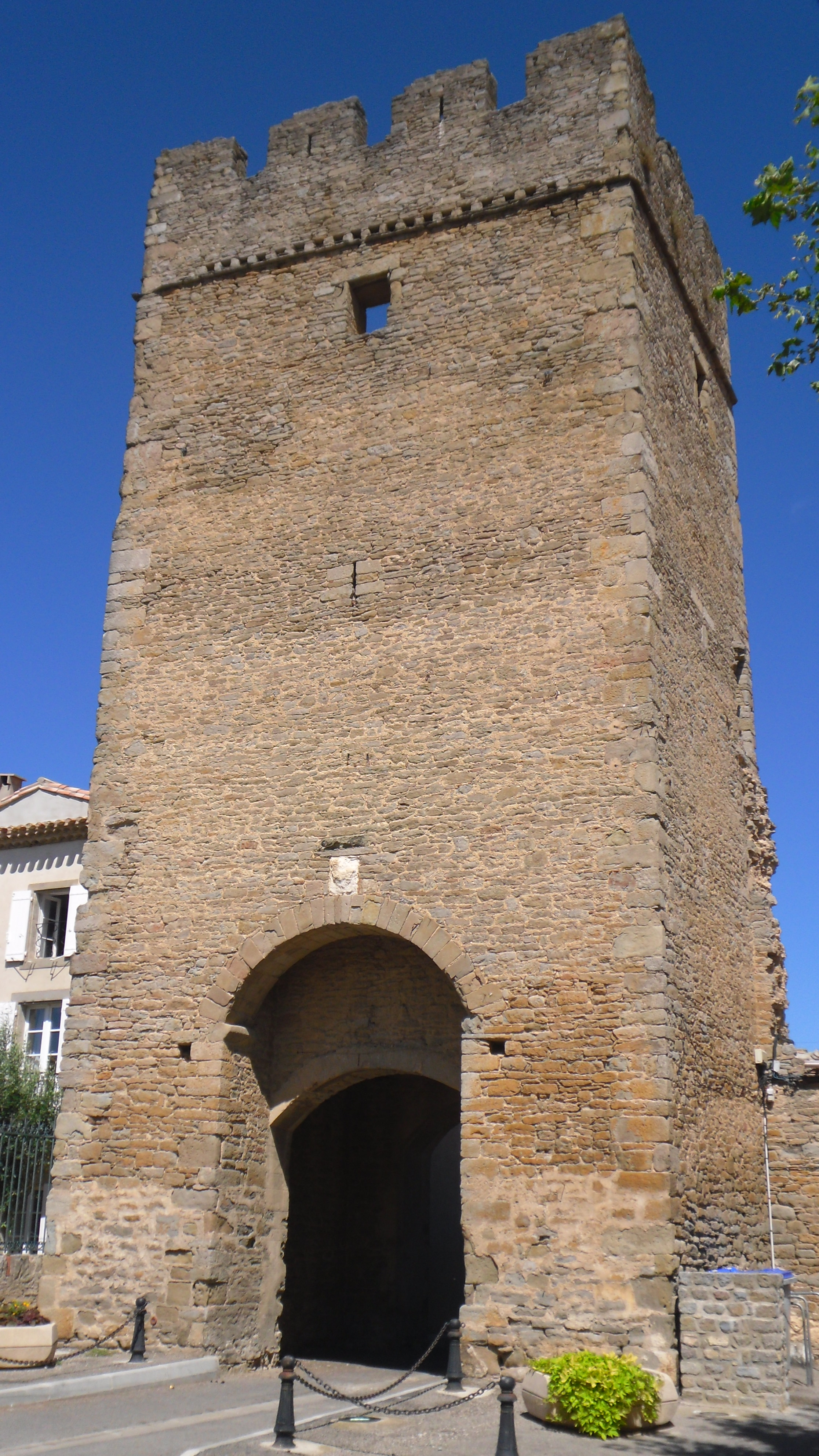
Toren in Laure-Minervois

## Geografie
De oppervlakte van Laure-Minervois bedroeg op 1 januari 2022 39,23 vierkante kilometer; de bevolkingsdichtheid was toen 26,3 inwoners per km².
De onderstaande kaart toont de ligging van Laure-Minervois met de belangrijkste infrastructuur en aangrenzende gemeenten.

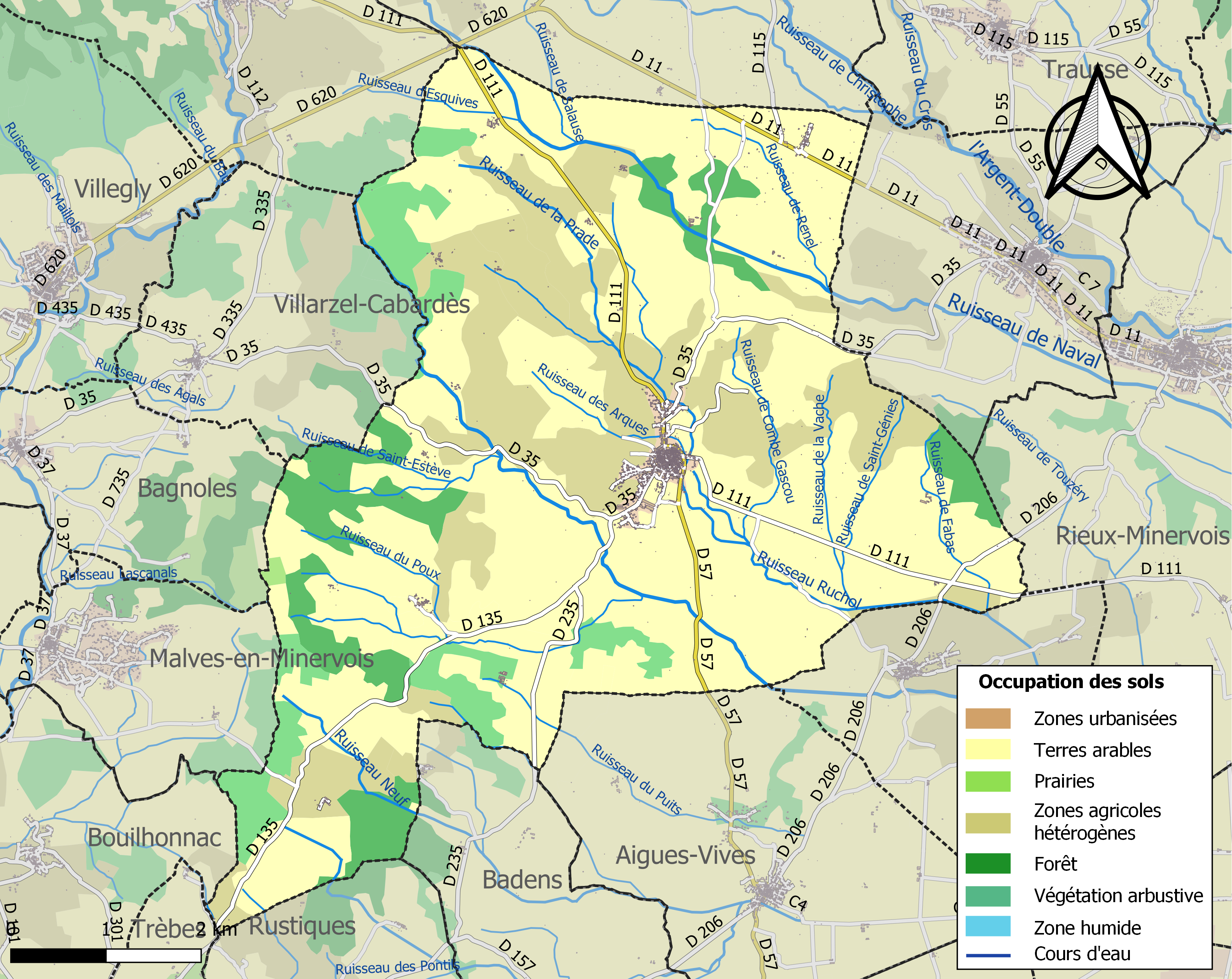

## Demografie
Onderstaande figuur toont het verloop van het inwonertal (bron: INSEE-tellingen).

Vanwege een beveiligingsprobleem met de MediaWiki Graph-software is het momenteel niet mogelijk deze grafiek weer te geven. Zodra de software is bijgewerkt zal de grafiek vanzelf weer zichtbaar worden.